# زینر ۴۶۱۵
سیارک ۴۶۱۵ (به انگلیسی: 4615 Zinner، نامگذاری:A923RH) چهار هزار و ششصد و پانزدهمین سیارک کشف شده‌است که در ۱۳ سپتامبر ۱۹۲۳ و در هایدلبرگ کشف شد.
قدر مطلق سیارک برابر ۱۲٫۳۰ است.